# Rolls-Royce 20 hp (1922)
Der Rolls-Royce 20 hp war ein Pkw, den Rolls-Royce von 1922 bis 1929 als „kleinen Rolls-Royce“ parallel zu den großen Modellen 40/50 hp und Phantom I baute. Er sollte eigentlich Kunden anziehen, die sich selbst hinter das Steuer setzen wollten, aber viele Kunden hatten dennoch ihre Chauffeure.

## Konstruktion
Für diesen Wagen wurde ein neuer Reihensechszylindermotor mit hängenden Ventilen konstruiert. Er hatte einen Hubraum von 3.127 cm³ (Bohrung × Hub = 76 mm × 114 mm). Anders als beim Motor des Silver Ghost waren alle Zylinder in einem Block gegossen und der Zylinderkopf war abnehmbar. Die Zündung arbeitete mit Magnet oder Spule (Batterie). Die frühen Ausführungen hatten ein Dreiganggetriebe mit Mittelschalthebel, aber ab 1925 wurde ein Vierganggetriebe mit Schalthebel auf der rechten Seite des Fahrers angeboten. Über eine Antriebswelle ohne Kardangelenk wurde die Hinterachse angetrieben.
Das Fahrwerk mit separatem Rahmen hatte Starrachsen vorne und hinten, die jeweils an halbelliptischen Längsblattfedern aufgehängt waren. Anfangs hatten nur die Hinterräder Trommelbremsen. Ab 1925 wurden alle vier Räder mit Trommelbremsen versehen, die über einen mechanischen Bremskraftverstärker betätigt wurden. Der Wagen hatte den bekannten Rolls-Royce-Kühler mit dreieckigem Aufsatz. Frühe Exemplare besaßen horizontale, emaillierte Lamellen, später gab es vernickelte Exemplare und schließlich ging man zu vertikalen Lamellen über.
1920 kostete ein Rolls-Royce-Fahrgestell noch £ 1100, ein als typischer Tourenwagen karossierter, kompletter Wagen ca. £ 1600. Mit einer Karosserie nach Vorgaben des Herstellers konnte der Wagen 96 km/h Höchstgeschwindigkeit erreichen, aber viele Käufer ließen große Pullmanaufbauten installieren, sodass die Höchstgeschwindigkeit deutlich sank.
In sieben Jahren entstanden 2940 Stück. 1929 ersetzte der größere 20/25 hp den 20 hp.

## Karosserie
Nur Fahrwerk und Mechanik wurden von Rolls-Royce gefertigt. Die Karosserien wurden von Stellmachern nach Wahl des Käufers gebaut und aufgesetzt. Einige der bekanntesten Karosseriebauer für Rolls-Royce-Fahrgestelle waren Park Ward, Thrupp & Maberly, Mulliner und Hooper.

## In Film und Fernsehen
Der Rolls-Royce 20 hp taucht in Filmen auf, wie z. B. Der Kampf der Geschlechter (1959), Das Schreckenskabinett des Dr. Phibes (1971), Abenteuer auf Schloß Candleshoe (1977) usw.

## Galeriebilder

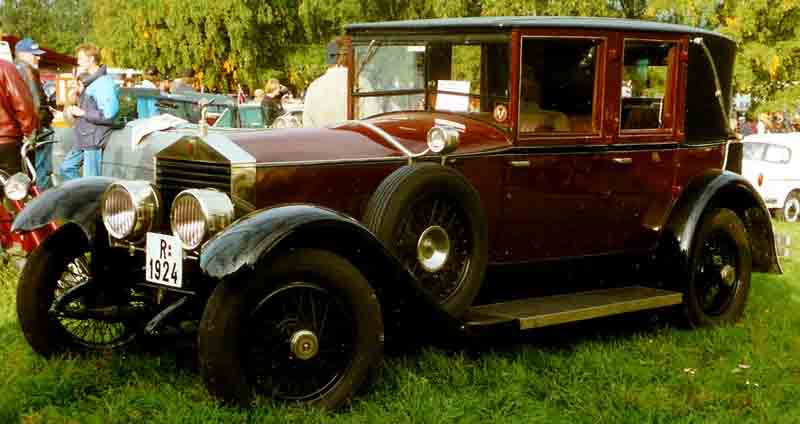
Rolls-Royce 20 hp (1924)
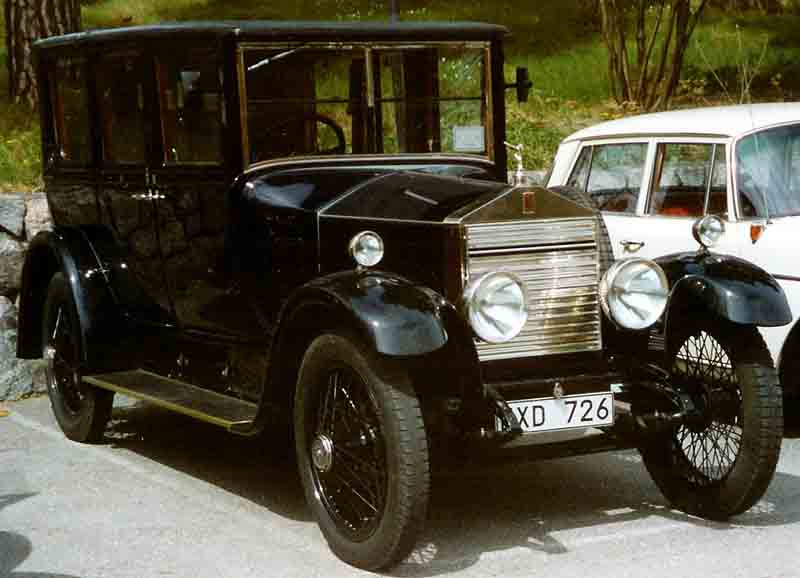
Rolls-Royce 20 hp Landaulet (1925)
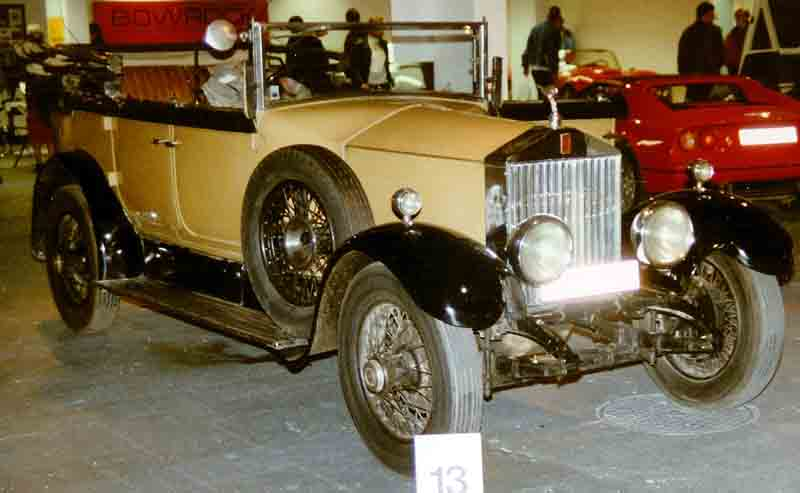
Rolls-Royce 20 hp
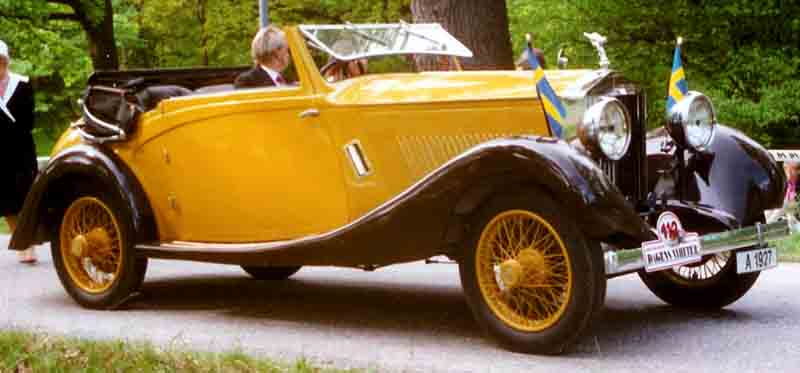
Rolls-Royce 20 hp Cabriolet (1927)
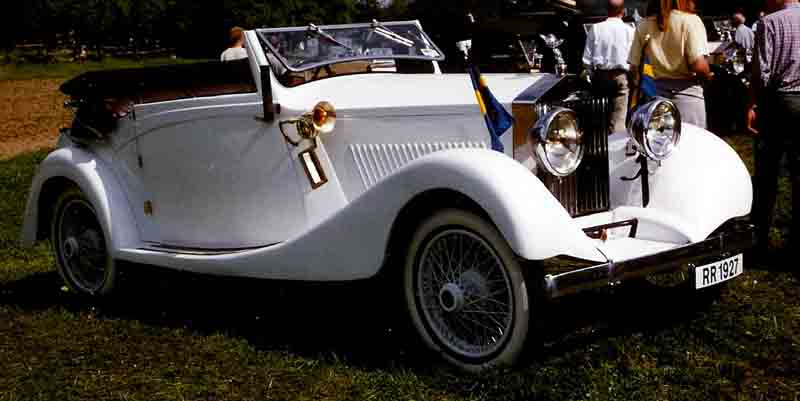
Rolls-Royce 20 hp Cabriolet (1927)
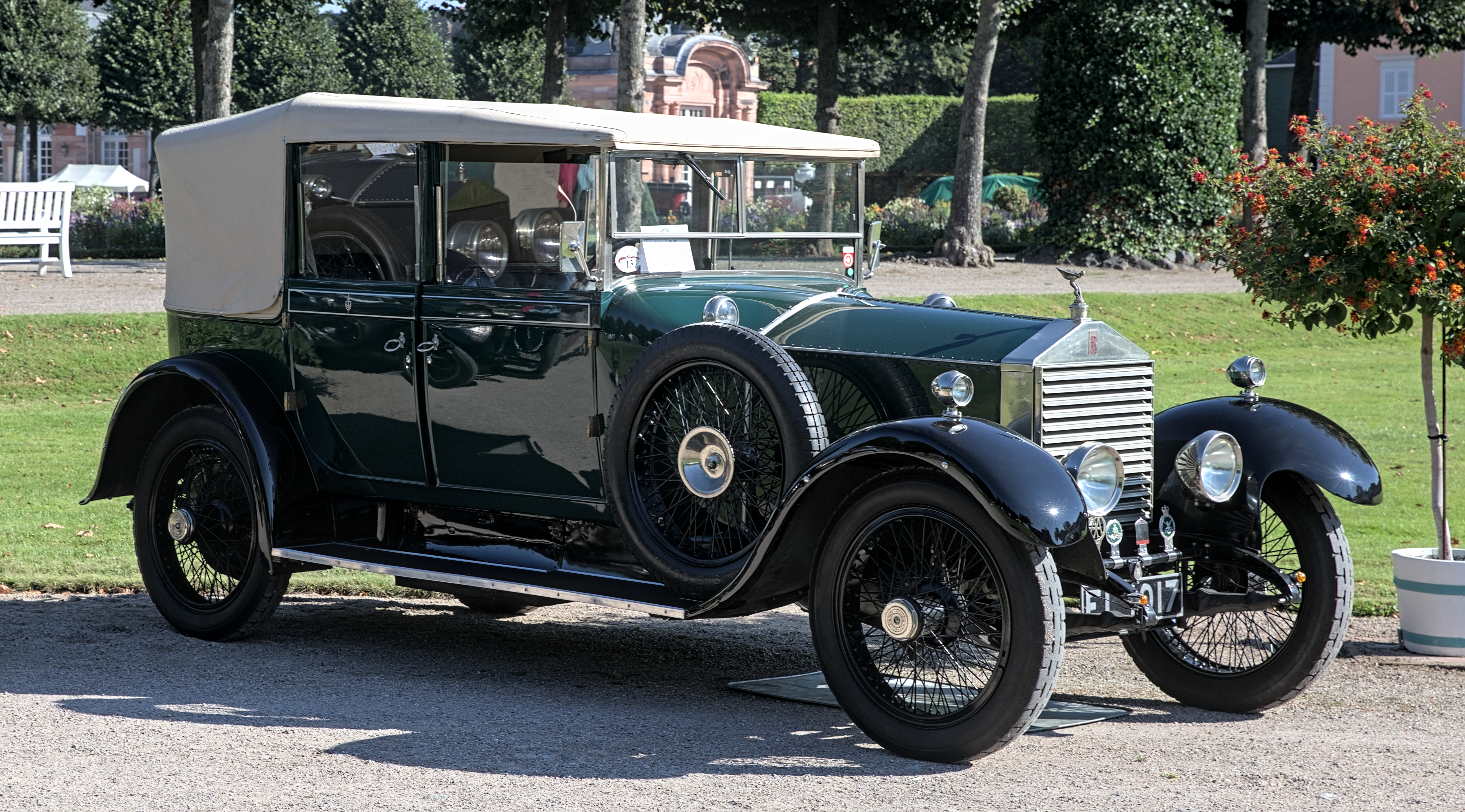
Rolls-Royce 20 hp (1929)